# Helen Hessel
Helen Hessel, geborene Helene Katharina Anita Berta Grund, (* 30. April 1886 in Berlin; † 15. Juni 1982 in Paris, Frankreich) war eine deutsche Modejournalistin. Sie war von 1913 bis 1921 und wieder ab 1922 mit dem Schriftsteller Franz Hessel verheiratet. Ihre Söhne waren Ulrich und Stéphane Hessel.

## Leben

### Kindheit und Jugend
Helen Grund wurde im Jahr 1886 als fünftes und letztes Kind von Friedrich Wilhelm Carl Grund und seiner Frau Julie Anna, geborene Butte, in Berlin geboren. Sie hatte zwei Brüder und zwei Schwestern. Die Grunds waren eine wohlhabende Familie, die jedoch mehrere Schicksalsschläge hinnehmen musste. Helens ältester Bruder Otto Grund wurde früh in eine Nervenheilanstalt eingeliefert, wo er bald verstarb. Ihre Schwester Ilse Grund und ihr Bruder Fritz Grund begingen beide in ihren 20er Jahren Suizid. Die Mutter starb 1915 in einer Schweizer Psychiatrische Klinik, in welcher sie aufgrund einer Nervenkrankheit seit 1898/1899 lebte. Am besten verstand sie sich mit der zwei Jahre älteren Johanna, der Zwillingsschwester von Fritz, die stets nur „Bobann“ genannt wurde. Bobann heiratete 1916 den Historiker Alfred Hessel, den Bruder von Franz Hessel.
Helen Grunds Jugend wurde durch Reisen nach London und Paris geprägt. Dort lernte sie beide Sprachen, Englisch und Französisch, beinahe fließend sprechen. Dies zeigt sich auch in ihrem Tagebuch, das sie führte. Hier wechselt die Schreibsprache zwischen Deutsch, Englisch und Französisch. Sie beschloss, Malerei zu studieren. Im Rahmen des Studiums lernte sie 1905 den über 30 Jahre älteren George Mosson kennen, mit welchem sie eine siebenjährige Liaison hatte.

### Ausbildung
Helen Grund besuchte, wie es für Töchter gutbürgerlicher Familien in Berlin üblich war, die Charlottenschule, eine städtische Höhere Töchterschule. Sie schrieb sich danach an der Damenakademie des Berliner Künstlerinnenvereins ein und lernte dort bei Käthe Kollwitz und Anderen. Deren künstlerisches Wirken stand im Zeichen eines sozialkritischen Engagements. Durch ihre Beziehung mit dem Dozenten George Mosson gelang es Grund schnell, im Milieu der Künstler Fuß zu fassen. 1912 zog sie gemeinsam mit den Berliner Bekannten Fanny Remak und Augusta von Zitzewitz nach Paris, um ihr Studium zu vertiefen. Grund tat dies bei Maurice Denis. 1919 beendete sie im Zuge ihrer Lebenskrise ihre Karriere als Künstlerin und arbeitete einige Monate als Landwirtin unter anderem in Polen und Schlesien.

### Familienleben
Als Helen Grund 1912 in Paris studierte, lernte sie dort bald nach ihrer Ankunft im Café du Dôme, einem Treffpunkt deutscher Künstler und Literaten, den deutschen Dichter und Schriftsteller Franz Hessel kennen. Die beiden heirateten im Juni 1913. In ihren Augen war die Ehe eine pragmatische Bindung, die garantierte, dass die Gattin für immer versorgt sei. Hessel wurde bald schwanger und brachte 1914 ihren ersten Sohn Ulrich in der Schweiz zur Welt. Die Geburt war schwierig, und das Kind musste mit der Zange geholt werden, was schwerwiegende Folgen für das Neugeborene hatte. Ulrich Hessel verblieb teilweise linksseitig gelähmt. Franz Hessel zog wenige Tage nach der Geburt seines Sohnes in den Krieg. Im Juli 1917 kam der zweite Sohn, Stefan Hessel, zur Welt. Dieser nannte sich im weiteren Verlauf seines Lebens Stéphane. Nach Ende des Krieges 1918 kehrte Franz Hessel von der Front zurück.
Neben der Ehe mit Franz Hessel hatte Helen Hessel über dreizehn Jahre hinweg eine Beziehung mit dessen bestem Freund Henri-Pierre Roché. Dieser schrieb über die Dreiecksbeziehung der beteiligten Personen den Roman „Jules et Jim“ (erschienen 1953, verfilmt 1962). 1921 ließen sich Helen und Franz Hessel scheiden, damit Helen Hessel und Roché zusammenleben konnten. Im Sommer 1922 heirateten Helen und Franz Hessel erneut, obwohl die Affäre zwischen Roché und Hessel weiterhin bestand. Die Familie zog 1925 nach Paris. Franz Hessel zu Beginn des Nationalsozialismus wieder nach Berlin zurückkehrte. 
Er war jüdischer Herkunft und nachdem 1935 die Nürnberger Gesetze erlassen wurden, drängte Helen Hessel darauf Deutschland zu verlassen, was ihr Ehemann allerdings ablehnte. Als Hessel aufgrund ihrer Ehe mit einem Juden gekündigt wurde, ließ sie sich erneut scheiden, um ihrer Tätigkeit als Journalistin weiterhin nachgehen zu können. 1938 besorgte Hessel im Alleingang die benötigten Dokumente, um ihren Mann ohne gültigen Reisepass nach Paris zu holen und vor dem Nationalsozialismus zu retten. Nachdem Frankreich von den deutschen Armeen besetzt worden war, wurden Franz und Ulrich Hessel festgenommen und verbrachten einige Monate in einem Konzentrationslager. Um selbst nicht inhaftiert zu werden, stellte sich Hessel nackt vor den französischen Beamten, er solle sie so mitnehmen. Angesichts eines Skandals ließ der Beamte davon ab. Nach der Freilassung von Ehemann und Sohn verstarb Franz Hessel 1941. Helen und Franz Hessel waren zwar geschieden, lebten jedoch bis zu seinem Tod als Paar zusammen.

### Lebensabend
Nach dem Tod ihres Ehemannes und unter dem Eindruck der Erinnerungen, die der Krieg hinterlassen hatte, verfiel Hessel in eine Depression und versuchte Suizid zu begehen. Schließlich zog sie im Sommer 1947 zu ihrem Sohn Stéphane nach New York, der dort als UNO-Beamter Karriere machte und lebte anschließend an verschiedenen Orten in den Vereinigten Staaten. Dort arbeitete sie unter anderem als Hausmädchen in Kalifornien, wo sie auch einen Unfall hatte, als ihr Auto mit einem Güterzug kollidierte. So brach sie sich mehrfach das Bein, weswegen sie schließlich 1950 nach Frankreich zurückkehrte. Helen Hessel lebte daraufhin in Paris in Wohngemeinschaft mit Annemarie Uhde, der Schwester Wilhelm Uhdes. Zu ihrer Familie hielt sie regen Kontakt. Auch im hohen Alter reiste Hessel noch viel innerhalb Europas. Im Sommer 1982 starb Helen Hessel im Alter von 96 Jahren. Sie wurde im Grab Wilhelm und Annemarie Uhde auf dem Friedhof Montparnasse beigesetzt.

## Journalistische Arbeiten

### Modejournalismus
Von 1922 bis 1925 schrieb Hessel an Erzählungen, Novellen und Artikel, die in regelmäßigen Abständen in Das Tage-Buch veröffentlicht wurden. Im April 1925 verbrachte Hessel einige Zeit in Paris und schrieb von dort aus Reportagen für die Frankfurter Zeitung. Bis 1937 schrieb Hessel als Modekorrespondentin aus Paris für die Frankfurter Zeitung und deren Frauenbeilage Für die Frau. 1932 übernahm Hessel die Moderubrik der Monde illustré, welche ihr eine größere Bekanntheit einbrachte. Weiterhin übernahm sie dort auch das Layout, wodurch sie ihr künstlerisches Talent ausleben konnte. Hessels Beschreibungen waren stark von den Pariser Modehäusern inspiriert: Sie sah Mode und Schmuck als kulturelle Zeichen, die das Leben nicht nur verzieren, sondern auch ausdrücken. Hessel machte die Mode zu einem ernstzunehmenden Thema und berichtete neben der Mode auch über das Leben in Paris und die Kultur. Sie lebte ein sehr emanzipiertes Leben, welches sich auch in ihren Schriften und Modereportagen widerspiegelte. So schätzte sie elegante Mode und sah diese als Möglichkeit, Männer zu manipulieren und zu betören. Ihre Ansichten wurden im nationalsozialistischen Deutschland angefeindet und Hessel als Modekorrespondentin attackiert.

### Arbeit während des Nationalsozialismus und danach
Als Ehepartnerin eines Juden erhielt sie nach 1933 keine Aufträge mehr und wurde von der Frankfurter Zeitung entlassen. Sie konnte allerdings weiter für die renommierte Frauenzeitung Die Dame Artikel verfassen. Um weiterhin als Journalistin arbeiten zu können, ließ sie sich 1936 ein zweites Mal von Franz Hessel scheiden. Hessel bezog entschieden Position gegen die Nazis. Sie kehrte 1938 nach Berlin zurück und wurde Zeugin der Reichspogromnacht am 9. November 1938, über welche sie in ihrem Bericht Berlin im November 1938 schrieb. Nach dem Einmarsch der deutschen Armee in Frankreich lebte sie im Untergrund. Nach dem Zweiten Weltkrieg schrieb sie das Theaterstück Blut. Drama in fünf Akten. In diesem reflektierte Hessel ihre Erfahrungen mit dem Krieg und der Verfolgung ihrer jüdischen Familienmitglieder.
Zurück in Frankreich verfasste sie anlässlich des 10. Todestags von Franz Hessel eine Rede, welche im Rahmen einer Radiosendung 1951 gesendet wurde. Ab 1959 tat sie sich als Übersetzerin von Vladimir Nabokovs Lolita in die deutsche Sprache hervor. In der Publikation wurden aber vom Verlag weitgehende Änderungen vorgenommen. Hessel arbeitete weiterhin als Übersetzerin und übertrug unter anderem den Reisebericht Noa Noa von Paul Gauguin ins Deutsche. Ihre letzten Werke schloss Hessel im Alter von 75 Jahren ab.

### Tagebuch
Hessel schrieb ein Tagebuch, das auch die Dreiecksbeziehung zwischen ihr, ihrem Ehemann Franz Hessel und dessen Freund Henri-Pierre Roché beinhaltet. Das Manuskript ist abwechselnd auf Deutsch, Englisch und Französisch geschrieben. So wechselt die Sprache zum Teil nach einem Satz, Halbsatz, einer Phrase oder sogar nur einem Wort. Dies prägte sich durch Hessels Reisen nach England in ihrer Jugend und ihr Leben in Paris. Ihr Schreibstil ist durch eine Schnelligkeit und Sprunghaftigkeit gekennzeichnet. Mehr als ein Tagebuch ist es eher ein Briefjournal, in dem sie auch die Briefe sammelte, die sie mit ihrem Geliebten austauschte. Das Journal fungiert als Gegenstück zu Rochés Carnets. Weiterhin schrieb Hessel nicht sofort alles auf, sondern reflektierte oft monatelang über das Erlebte.

## Film
Der Roman, den Roché über seine Beziehung mit Hessel und die tiefe Freundschaft zu deren Mann schrieb, diente François Truffaut 1955 als Vorlage für den Film Jules und Jim. Nach Rochés Tod 1959 ermöglichte Rochés Witwe Denise Truffaut den Zugang zu sämtlichen Dokumenten, Briefen, Notizen und Tagebüchern. Die weibliche Hauptrolle wurde von Jeanne Moreau gespielt. Der Film kam 1962 in die Kinos. Hessel sah sich den Film wiederholt an und er gefiel ihr sehr gut.

## Werke
- Das Leopoldstädter „Kasperltheater“ 1781 bis 1831. Dissertation, Universität Wien 1921.
- Journal d'Helen Hessel. Lettres à Henri-Pierre Roché 1920–1921. Hrsg. von Karin Grund, Blandine Masson, Antoine Raybund und André Dimanche. André Dimanche, Marseille 1991.
- Artikel, Aphorismen und Reportagen für Das Tagebuch (1922–1925), die Frankfurter Zeitung (1925–1937) und Le Monde illustré (1932–1938).
- Vom Wesen der Mode. Vortrag vom 17. November 1934, veröffentlicht unter dem Namen Helen Grund im Frühjahr 1935.
- Berlin im November 1938. In: Manfred Flügge (Hrsg.): Letzte Heimkehr nach Paris. Franz Hessel und die Seinen im Exil. Das Arsenal, Berlin 1989, ISBN 3-921810-43-4.
- Manifeste pour les femmes allemandes. 1939 (unveröffentlicht).
- C’était un brave. Eine Rede zum 10. Todestag Franz Hessels. In: Manfred Flügge (Hrsg.): Letzte Heimkehr nach Paris. Franz Hessel und die Seinen im Exil. Das Arsenal, Berlin 1989, ISBN 3-921810-43-4.
- Blut.Drama in fünf Akten, 1947 (unveröffentlicht).